# Палтибаал
Палтибаал (Элпал, Элпаол; финик. Palti-ba‘al, El-pa-ol) — царь Библа в первой половине IV века до н. э.

## Биография
В основном, Палтибаал известен из сделанных на монетах финикийских надписей. В этих надписях он упоминается как Элпал и Элпаол, что по мнению современных историков является сокращённой формой западносемитского имени Палтибаал.
Согласно данным нумизматики, Палтибаал был властителем Библа. Вероятно, он получил престол после царя Йехавмилка, деятельность которого относится к середине V века до н. э. Возможно, Палтибаал был родственником своего предшественника на престоле, так как на изготовленных при нём монетах изображались те же символы, что и на монетах Йехавмилка. Правление Палтибаала датируют первой половиной IV века до н. э. В качестве более точных упоминаются различные даты от 400 до 362 года до н. э. включительно. Никакие подробности о правлении Палтибаала не известны.
На изготовленных в правление Палтибаала монетах впервые начали выбивать легенду «царь Библа». Такой тип монет чеканился в городе вплоть до 332 года до н. э.
В надписи на одном из саркофагов сообщается, что похороненная в нём Батноам была супругой верховного жреца финикийской богини Баалат-Гебал Палтибаала и матерью библского царя Азибаала. Многие востоковеды считают, что жившие в одно время «царь» и «священник» по имени Палтибаал — одно и то же лицо. Однако также существует мнение, что это две разных персоны. После смерти Палтибаала власть над Библом перешла к Азибаалу.